# 磷質烙印

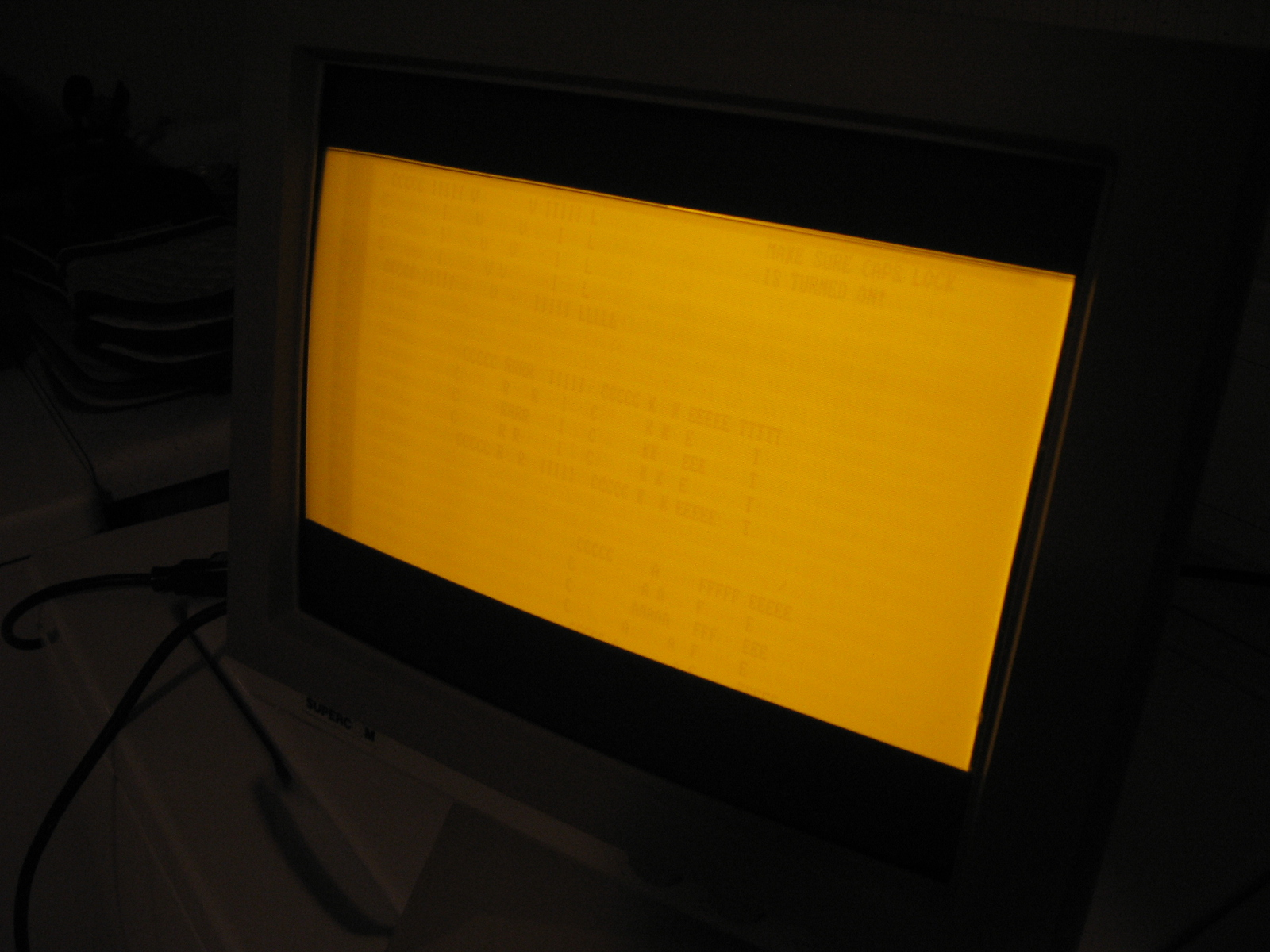
出現在琥珀色的單色陰極射線管（CRT）電腦顯示器上的磷質烙印。

磷質烙印（俗稱屏幕灼傷、燒印、燒屏、残影、图像残留、重影等）是一種出現在陰極射線管顯示屏上的、永久性的區域損傷。其表現為一些原先影像在顯示屏上留下長久不褪的殘影。磷質烙印是由長時間顯示靜止的文字或圖像而導致。
現代LCD、LED和電漿顯示器也有可能出現烙印現象，故此電腦、新款的電視機也設有定時關機的保護功能。現在的映像管螢幕比起以前較不受到磷質烙印的影響，這要歸功於對磷光薄膜的改良和如今電腦圖像的低對比度，而早期的圖像大多為黑白的。液晶顯示器不會有磷質烙印的問題因為影像不是直接靠磷光體產生的（但有可能產生暫時的烙印現象）。